# Équipe de Belgique de football en 2024
Maillots
Chronologie
Saison précédente Saison suivante
L'équipe de Belgique de football participe en 2024 à son septième championnat d'Europe, le troisième consécutif, dont cette édition se tient en Allemagne du 14 juin au 14 juillet et dispute la Ligue A de la Ligue des nations pour la quatrième fois consécutive.

## Objectifs
Afin d'effacer la déception de la Coupe du monde de football 2022 et au vu du tirage relativement clément, les Belges se doivent de passer l'écueil du premier tour de l'Euro 2024 et un quart de finale paraît abordable. Se qualifier pour une seconde phase finale en Ligue des nations est également un objectif, d'autant plus qu'un tour supplémentaire est ajouté et que deux équipes sont à présent qualifiées par poule.

## Résumé de la saison
L'année démarre par une onde de choc sur le football belge : Thibaut Courtois déclare forfait pour l'Euro 2024. Dans une interview exclusive accordée à Sporza fin décembre 2023, El Muro aborde plusieurs sujets dont sa revalidation et le fait qu'il estime ne jamais pouvoir être prêt à 100% pour la phase finale du tournoi,. Il revient également sur l'épisode du brassard et son départ de la sélection après la rencontre face à l'Autriche la saison précédente. Après avoir présenté ses excuses du bout des lèvres, Courtois en profite ensuite pour régler ses comptes, d'une part et principalement, avec le sélectionneur mais aussi, d'autre part, avec la fédération et certains de ses coéquipiers,,. S'il clôture son interview en évoquant une porte qui n'est pas refermée, en lisant entre les lignes, il semble assez évident que le gardien du Real Madrid ne reviendra pas en équipe nationale tant que Domenico Tedesco sera aux commandes,. La sortie du portier belge fait réagir différents acteurs du milieu du football, notamment ses coéquipiers dont les avis sont partagés, mais pour Christophe Franken, chef de la rubrique football de la DH, en insistant sur l'aspect personnel et le manque de respect dont il serait victime, il a surtout démontré pourquoi il n'était pas un bon capitaine.
En préparation à la phase finale de l'Euro, la fédération belge prévoit deux rencontres amicales en mars et deux en juin, le premier des adversaires de ces joutes préparatoires est dévoilé le 6 novembre 2023 par le biais d'un communiqué de presse qui annonce que les Belges affronteront l'Angleterre dans le stade de Wembley à Londres le mardi 26 mars. Le deuxième adversaire pour les rencontres de mars est connu le 20 décembre 2023, il s'agit de l'Irlande que les Diables iront défier sur leurs terres à Dublin, trois jours avant la rencontre face aux Three Lions. Le 16 janvier, la fédération annonce que, dix ans après leur dernier derby, la Belgique affrontera le Luxembourg au Stade Roi Baudouin, le 9 juin, pour la seconde joute amicale avant le grand départ vers l'Allemagne, à Louisbourg, où le camp de base des Diables Rouges pendant l'Euro a été établi. Le dernier adversaire de la Belgique dans la préparation à l'Euro est connu le 31 janvier, il s'agit du Monténégro que les Diables Rouges n'ont affronté qu'une seule fois auparavant, en 2012, lors d'un partage (2-2) qui signe les débuts de Marc Wilmots comme sélectionneur national. Le match contre le Luxembourg est quant à lui avancé au 8 juin.
| Rang                                                                | Ligue A               | Ligue B               | Ligue C              | Ligue D   |
| ------------------------------------------------------------------- | --------------------- | --------------------- | -------------------- | --------- |
| Premiers                                                            | Quarts de finale      | Promotion             | Promotion            | Promotion |
| Deuxièmes                                                           | Quarts de finale      | Barrage de promotion  | Barrage de promotion | Maintien  |
| Troisièmes                                                          | Barrage de relégation | Barrage de relégation | Maintien             | Maintien  |
| Derniers                                                            | Relégation            | Relégation            | Maintien*            | Maintien  |
| * : à l'exception des deux moins bon quatrièmes, qui sont relégués. |                       |                       |                      |           |

Le tirage au sort de la nouvelle édition de la Ligue des nations a lieu le 8 février à 18 h (heure locale) à Paris. Une édition revue et qui présente deux nouveautés (voir ci-contre) : l'ajout, d'une part, de quarts de finales qui permet l'extension de 4 à 8 participants à la phase à élimination directe et, d'autre part, l'introduction des barrages inter-ligues pour la promotion/relégation.
Ayant terminé à la 7e place lors de l'édition précédente, les Diables Rouges sont versés dans le pot 2 de la Ligue A en compagnie du Danemark, du Portugal et de la Hongrie. La phase de groupes se déroule de septembre à novembre. La première journée est prévue du 5 au 7 septembre avant la 2e journée du 8 au 10 septembre. En octobre, la 3e journée se joue du 10 au 12 et la 4e journée du 13 au 15. La 5e journée se tient du 14 au 16 novembre avant la 6e et dernière journée du 17 au 19 novembre.
Le tirage de la Ligue A, effectué par l'Espagnol Juan Mata, affecte la Belgique au groupe 2 et lui assigne l'Italie, la France et Israël comme adversaires dans ce qui s'apparente au groupe de la mort de cette édition et où il ne sera pas aisé aux Diables Rouges de ravir l'une des deux places qualificatives face notamment aux Français, vainqueurs de l'édition 2020-2021, et aux Italiens, deux fois demi-finalistes lors des deux derniers tournois.

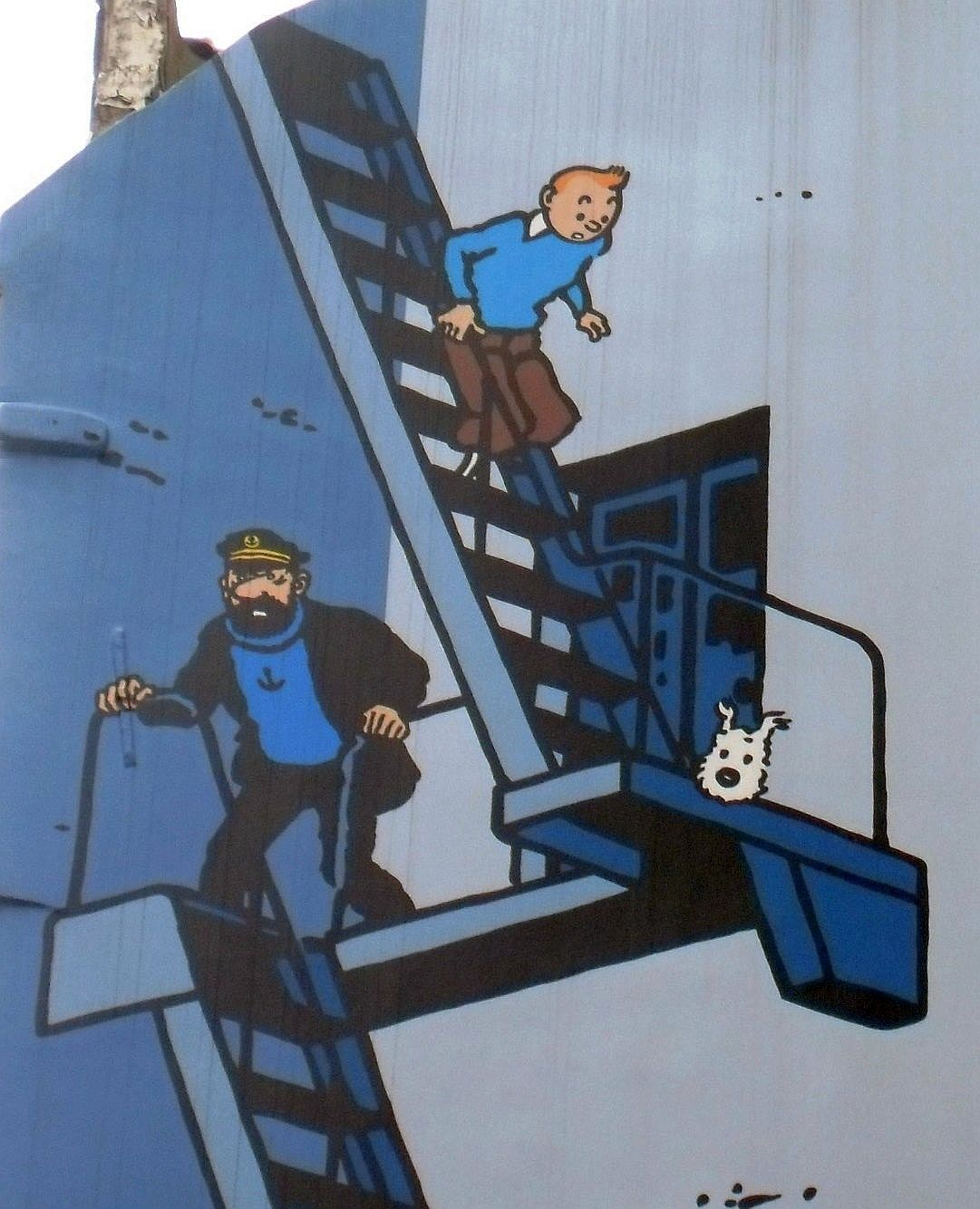
Tintin, Milou et le Capitaine Haddock représentés sur un mur de la ville de Bruxelles.

Fin février, la fédération annonce que Domenico Tedesco divulguera sa sélection pour les deux rencontres amicales face à l'Irlande et l'Angleterre le jeudi 14 mars au musée Hergé à Louvain-la-Neuve, où seront également dévoilés les nouveaux maillots de l'équipe nationale que les joueurs belges porteront lors de ces deux matchs de préparation. Le choix de l'endroit laisse fortement sous-entendre que les nouveaux maillots en question seront bien ceux qui avaient fuité fin novembre 2023 et été dévoilés sur le site FootyHeadlines, généralement très bien informé. Des nouvelles tenues qui divisent et font débat tant elles sont éloignées des couleurs traditionnelles car le maillot domicile est bordeaux-grenat, un rappel au drapeau national noir-jaune-rouge y est toutefois repris très discrètement par le biais de lisérés noir et or sur les flancs, accompagné d'un short noir alors que le deuxième maillot est bleu ciel muni d'un col blanc et associé à un short marron, en hommage à Tintin.
La conférence de presse débute, à la date et dans le lieu attendus, par la présentation des nouveaux maillots, qui s'avèrent bien être ceux pressentis, ainsi que par une surprise : l'annonce de la prolongation du contrat du sélectionneur national jusqu'en 2026, preuve d'une confiance réciproque et de la volonté de continuer à travailler ensemble, à tout le moins jusqu'à la Coupe du monde 2026. Si elle est marquée par une nouvelle absence de Kevin De Bruyne touché à l'aine, lui qui n'a été sélectionné qu'une fois en un an et dont l'italo-allemand a appris bon gré mal gré à se passer, la sélection de Tedesco pour le diptyque amical ne révèle aucune réelle surprise, le retour de Thomas Meunier, parti glaner du temps de jeu et une place de titulaire au Trabzonspor lors du mercato hivernal, compense numériquement l'absence d'un Yannick Carrasco blessé et Koni De Winter, capitaine des espoirs, est appelé pour la première fois afin de remplacer Ameen Al-Dakhil, écarté du noyau A du côté de Burnley. Alexis Saelemaekers, pourtant dans une bonne période à Bologne, fait les frais de la réduction du nombre de joueurs d'une unité dans la liste par rapport aux derniers matchs éliminatoires de novembre 2023.
Les semaines précédant le dévoilement de la sélection sont pourtant le théâtre de nombreuses questions, rumeurs et supputations. En tout premier lieu, l'annonce de Carlo Ancelotti, entraîneur du Real Madrid, sur le retour anticipé probable de Thibaut Courtois à la compétition, en l'occurrence justement au retour de cette trêve internationale, relance les débats quant à sa présence ou non à l'Euro. La réponse de Tedesco à ce sujet, dans ce qui est entretemps devenu le « brassard-gate », est sans équivoque : « C’est bien pour le Real Madrid qu’il soit de retour de blessure. Mais concernant la sélection, je pense qu’il a communiqué très clairement sa position en vue de l’Euro et je trouve bien que la situation soit claire. De mon côté je n’ai pas eu de nouvelle information depuis qu’il a fait cette communication. », ajoutant par ailleurs : « Tout ce que j’avais à dire à ce sujet, je l’ai dit. Je pense avoir tout fait, j’ai tout essayé. Mais la dernière info que j’ai reçue, c’est celle qu’il a communiquée dans les médias. Et il a dit qu’il ne se voyait pas disputer l’Euro. On doit se concentrer sur les joueurs qui seront là. », des propos qui ne plaisent visiblement pas au principal intéressé qui répond par trois émojis de Pinocchio sur le réseau social X, insinuant que le sélectionneur ment. Une réaction dénoncée dans la presse comme puérile, qui ne fait qu'accroître le fossé entre les deux hommes et semer le doute quant à un potentiel retour du gardien de but belge avant l'issue de la Coupe du monde 2026, maintenant que Tedesco est conforté dans sa position à la suite de sa prolongation de contrat.
L'absence de Courtois couplée à l'éclosion de Mile Svilar, ancien grand talent du RSC Anderlecht à présent titulaire entre les perches de l'AS Rome et qui vient de refuser une convocation avec la Serbie, suscite l'intérêt des observateurs de le voir testé en vue de préparer l'avenir. Cependant, celui-ci ayant déjà effectué une modification d'allégeance de la Belgique vers la Serbie, il ne peut désormais plus changer de fédération.
D'autre part, l'apparente fragilité du compartiment défensif alimente les discussions sur un potentiel retour en sélection de Toby Alderweireld et d'Axel Witsel, repositionné par Diego Simeone au poste de défenseur central à l'Atlético de Madrid, mais là également Tedesco réagit en estimant que cela n'est pas d'actualité, même s'il n'exclut pas de manière définitive la possibilité de faire appel aux deux joueurs en cas de besoin : « Ces dossiers ne sont pas clos à mon sens. Si on a un besoin, on pourra revenir dessus. Mais à mon sens, ce besoin ne se fait pas ressentir pour l’instant. On a confiance aux 39 joueurs qu’on a rappelés depuis notre arrivée il y a un an. ».
Enfin, grâce à la fantastique saison livrée par l'Union Saint-Gilloise et à son apport au sein de l'équipe bruxelloise, d'aucuns estiment qu'Alessio Castro-Montes mériterait d'être récompensé par une sélection chez les Diables, tout comme Thorgan Hazard qui revient à son meilleur niveau à Anderlecht et, même si celui-ci est charmé, le sélectionneur explique leurs absences respectives notamment par la concurrence qui existe aux postes qui les concernent : « L’Union fait une super saison et nous avons évidemment Alessio dans notre radar. On a finalement préféré rappeler Thomas Meunier cette fois-ci mais Castro-Montes reste dans nos plans en vue des prochaines sélections. Concernant Thorgan, il évolue à une position où il y a beaucoup de concurrence… tant sur les ailes qu’en tant que numéro 10. C’est un luxe pour moi d’avoir à choisir entre tous ces excellents joueurs mais on continue à surveiller les prestations de Thorgan de près. ».

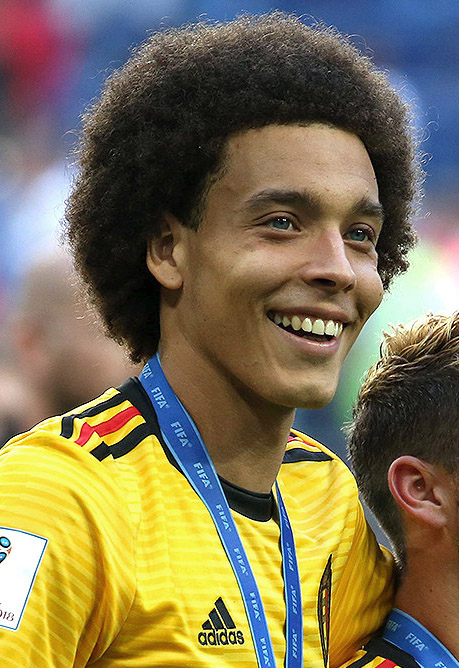
Axel Witsel est rappelé par Tedesco pour l'Euro 2024.

Le premier match à l'Aviva Stadium de Dublin s'apparente à un réel laboratoire expérimental pour Tedesco qui effectue pas moins de six changements par rapport au onze de base habituel : Koni De Winter est aligné aux côtés de Wout Faes au cœur de la défense, Olivier Deman sur le flanc gauche ; Arthur Vermeeren, Aster Vranckx et Youri Tielemans sont alignés d’entrée au milieu et Leandro Trossard prend place sur l'aile gauche alors que Jérémy Doku est attendu comme titulaire. Les Belges, qui étrennent leur nouveau maillot domicile, ont la possession du ballon mais se montrent très peu inspirés, le manque d'automatismes est criant et la créativité absente tant et si bien que les meilleures occasions  en première mi-temps sont à mettre à l'actif des Irlandais, qui auraient très bien pu mener à la marque s'ils avaient converti un penalty arrêté par Matz Sels. Le sélectionneur opère alors trois changements pour entamer la deuxième période et change de système mais l'effet est loin d'être immédiat car, après à peine onze secondes de jeu, ce sont les Irlandais qui se ménagent la première occasion de but. Le dynamisme apporté par Doku participe néanmoins à un léger mieux mais la Belgique peine à se montrer dangereuse. Amadou Onana monte à l'heure de jeu en remplacement de De Winter, à la surprise générale... en défense centrale (!). Lors du dernier quart d’heure, c'est Thomas Meunier qui hérite de la plus belle occasion de la partie, sur une passe en retrait de Dodi Lukebakio, mais le portier irlandais réalise un bel arrêt. Tedesco offre en fin de partie sa première cape à Thomas Kaminski et les deux équipes se quittent dos à dos.
La deuxième rencontre face aux Anglais à Wembley apporte quant à elle tout ce qu'on est en droit d'attendre d'une opposition entre deux adversaires de qualité. Après onze minutes de jeu, Youri Tielemans ouvre la marque d'une frappe sèche et croisée au ras du poteau mais à peine six minutes plus tard, Jan Vertonghen fauche Ivan Toney dans la surface et l'attaquant anglais se fait justice lui-même. Les Three Lions prennent alors la direction des opérations et multiplient les assauts mais la défense belge tient le choc et, sur une reconversion offensive, une ouverture lumineuse de Lukaku trouve Tielemans qui inscrit de la tête son premier doublé en équipe nationale. Les Diables Rouges, vêtus de leur maillot Tintin, rentrent au vestiaire en menant à la marque. La deuxième mi-temps reprend sur le même tempo et ce sont les Anglais qui se montrent les plus dangereux, obligeant Sels à déployer tout son talent. Les changements opérés par Gareth Southgate n'apportent pas le rendement escompté et les joueurs titulaires sont peu à peu émoussés ce qui rend la confiance aux joueurs belges qui manquent de peu de tuer le match par Lukebakio à la 92e minute. Dans les ultimes secondes de la partie, Jude Bellingham exploite les errances défensives côté belge pour égaliser, au bout du suspense, privant ainsi les Diables d'une victoire de prestige. La presse internationale est néanmoins dithyrambique et, d'après Marca, la Belgique confirme qu’elle est candidate au titre final tandis que les journaux anglais, notamment The Guardian et le Daily Mail, estiment que l'Angleterre ne méritait peut-être pas l'égalisation, eu égard à l'occasion cinq étoiles de Dodi Lukebakio qui, selon eux, aurait dû valider la victoire des Belges quelques minutes plus tôt. Entretemps, le même soir, les barrages des éliminatoires du Championnat d'Europe ont également produit leurs verdicts respectifs et c'est l'Ukraine qui vient compléter le groupe de la Belgique, soit un adversaire solide et de qualité que les Diables Rouges n'ont encore jamais affronté au cours de leur histoire.
Le 28 mai, Domenico Tedesco dévoile une liste de 25 joueurs sélectionnés pour la phase finale de l'Euro et opte pour la continuité, la plupart des joueurs font en effet partie du noyau depuis l'arrivée du sélectionneur à la tête de l'équipe, mais sort néanmoins deux lapins de son chapeau : pressenti depuis quelques jours déjà, le retour d'Axel Witsel est confirmé, tout autant que l'absence de Thibaut Courtois, et Maxim De Cuyper fête sa première sélection au détriment d'Olivier Deman, qui a entretemps glissé sur le banc au Werder Brême. Si la présence d'Arthur Vermeeren, étonnante au vu de son temps de jeu famélique à l'Atlético, et les absences conjuguées d'Hans Vanaken, d'Olivier Deman et d'Alexis Saelemaekers semblent logiques et ne froncent pas beaucoup de sourcils, celle de Michy Batshuayi, au contraire, fait fortement débat,. Outre ses statistiques incroyables en équipe nationale (27 buts en 55 sélections), l'attaquant du Fenerbahçe possède un profil totalement différent des autres attaquants du noyau et, en véritable renard des surfaces, aurait pu se présenter en joker important dans les rencontres indécises et, selon Philippe Albert, Tedesco commet une erreur et prend un risque énorme en ne le reprenant pas, notamment en cas de blessure dans le chef de Romelu Lukaku ou de Loïs Openda. En fin de conférence de presse, Tedesco indique que deux joueurs du groupe des espoirs seront amenés à se joindre au groupe pour les deux rencontres amicales, face au Monténégro et au Luxembourg, avec l'éventualité de s'ajouter au noyau de l'Euro, en fonction de leurs prestations et de l'état de santé des joueurs douteux. Trois jours plus tard, l'identité des deux joueurs est connue : il s'agit de Mandela Keita, déjà sélectionné en octobre 2023, et d'Arne Engels, dont c'est la première convocation en équipe première.

Équipes de départ du huitième de finale de l'Euro 2024 France-Belgique.

Les deux rencontres de préparation tournent à l'avantage des Belges, sans que ceux-ci ne doivent forcer leur talent. La victoire face au Monténégro (2-0) est acquise grâce à deux buts en fin de première, par Kevin De Bruyne, et de seconde mi-temps, sur un penalty converti par Léandro Trossard. Optant pour la jeunesse, Tedesco démarre la rencontre avec Arthur Vermeeren, Zeno Debast et Maxim De Cuyper et, sans un grand match du portier monténégrin, Matija Šarkić (en), qui décède inopinément dix jours plus tard, le score au repos aurait pu être bien plus lourd. La seconde période débute avec les six changements autorisés côté belge et le niveau de la rencontre s'en ressent car, mis à part une occasion pour le Monténégro et le penalty de Trossard, celle-ci présente peu de d'opportunités de s'enthousiasmer. Face au Luxembourg, c'est un semblant d'équipe-type qui se présente au coup d'envoi et la rencontre est à sens unique, Romelu Lukaku à deux reprises et Léandro Trossard fixent le score final (3-0) dans une partie dominée de bout en bout et où le seul bémol est une blessure de Thomas Meunier, touché aux ischios et remplacé dès la 16e minute, et dont la participation au tournoi final est mise en péril.
Malgré deux occasions sérieuses d'ouvrir la marque dans les premières minutes et cueillie à froid par un but rapide de la Slovaquie, la Belgique n’est jamais parvenue à revenir dans sa première rencontre et rate son entrée en lice dans le tournoi (0-1). Menés dès la 7e minute à la suite d'un but d'Ivan Schranz, il faut attendre la seconde période pour voir les Belges afficher un réel désir de renverser la vapeur. Ils marquent d'ailleurs à deux reprises par Romelu Lukaku mais les deux buts sont tour à tour annulés par la VAR, le premier sur hors-jeu et le second pour une légère faute de main de Loïs Openda, auteur de la passe décisive. Les Diables Rouges se rassurent ensuite face à la Roumanie, qui a pourtant facilement défait l'Ukraine (3-0) au match précédent, et l'emportent aisément (2-0). Tedesco opère quatre changements dans son onze de base et c'est une Belgique survoltée qui prend l'ascendant dès la 73e seconde de jeu par Youri Tielemans. Malgré une pluie d'occasions — Dodi Lukébakio (18e minute), Jan Vertonghen (19e minute), Jérémy Doku (31e minute, 63e minute), Kevin De Bruyne (52e minute, 55e minute) ou Romelu Lukaku (66e minute, 89e minute) ont tous manqué d'aggraver le score — et un but de Romelu Lukaku une nouvelle fois annulé par la VAR à la 64e minute, le manque d'efficacité devant le but est une nouvelle fois criant et il faut attendre la fin de rencontre pour que Kevin De Bruyne libère vraiment son équipe à la 80e minute. Les quatre équipes du groupe sont alors à égalité, comptant trois points chacune, ce qui laisse augurer d'une ultime journée palpitante. C'est une Belgique décevante qui partage l'enjeu face à l'Ukraine (0-0) mais se qualifie néanmoins et s'offre une rencontre de choc et teintée de revanche face à la France pour les huitièmes de finale. Après un premier round d'observation, les Belges prennent le commandement des opérations et les Ukrainiens opèrent par contre-attaque mais les occasions nettes sont sporadiques et le repos est atteint sur un nul vierge. Le même scénario s'écrit au retour des vestiaires et les Diables Rouges sont toujours incapables de trouver la faille et, après l'égalisation de la Roumanie dans l'autre rencontre, ce sont les Ukrainiens, obligés de l'emporter désormais, qui se montrent les plus dangereux dans les dernières minutes. La Belgique, notamment par Kevin De Bruyne, décide alors de geler le ballon et d'assurer le résultat, au grand désarroi des supporteurs noirs, jaunes et rouges qui, furieux, sifflent allègrement les joueurs provoquant une volte-face de ceux-ci qui rentrent directement aux vestiaires au lieu de venir les saluer. Nettement dominée, l'Ukraine termine néanmoins la rencontre avec quinze frappes au but tentées et peut nourrir quelque regrets de ne pas avoir concrétisé les meilleures opportunités, quittant le tournoi avec le même nombre de points que ses adversaires alors que la Belgique, elle, est passée à côté de son match. En huitièmes de finale, à l'issue d'une rencontre globalement dominée par la France, les Diables Rouges sont éliminés de l'Euro 2024 à cause d’un tir de Randal Kolo Muani détourné par Jan Vertonghen dans son propre but en fin de match (1-0). Optant pour un surprenant 4-4-2, Tedesco aligne pour la première fois Romelu Lukaku et Loïs Openda côte à côte mais c'est cependant en position d'attente que la Belgique démarre la rencontre. Ce sont par conséquent les Bleus qui se montrent le plus entreprenants mais manquent de précision dans leurs tentatives avant que les Belges n'occasionnent les premiers frissons aux supporteurs français par Kevin De Bruyne sur coup franc, repoussé du pied par Mike Maignan, à la 24e minute et sur un tir tendu de Yannick Carrasco bloqué par Théo Hernandez deux minutes plus tard. La rencontre est tendue, stressante, crispante et, si les Français peinent à concrétiser leur domination, les Belges semble de plus en plus en mesure de leur faire payer leur imprécision. Alors que la rencontre semble s'acheminer vers des prolongations, Randal Kolo Muani, entré quelques minutes auparavant, tente sa chance au but en se retournant et Jan Vertonghen dévie le ballon au fond des filets de Koen Casteels. Ce même Vertonghen annonce peu de temps après via les réseaux sociaux qu'il prend sa retraite internationale avec 157 capes à son actif.
La déception de l'élimination précoce à peine digérée, c'est une nouvelle polémique qui surgit pendant la pause estivale : la ville de Bruxelles refuse d'organiser la première rencontre de la nouvelle édition de la Ligue des nations face à Israël, invoquant des problèmes de sécurité alors que la capitale est témoin de la multiplication des manifestations de soutien à la cause palestinienne dans le cadre du conflit de Gaza. Alors qu'aucune autre ville ou aucun autre stade en Belgique ne veut organiser le match, c'est finalement dans le stade Nagyerdei de Debrecen en Hongrie que se disputera la rencontre, à huis clos. La rencontre retour du 17 novembre, l'ultime de la phase de groupe, avait quant à elle préalablement déjà été programmée en terres hongroises, Israël, considéré comme pays en guerre, ne pouvant organiser de matchs sur son sol des instances du football.
Le 22 août, dans la prolongation du « brassard-gate », Thibaut Courtois annonce sur les réseaux sociaux qu’il ne rejouera pas avec la Belgique tant que Domenico Tedesco en sera le sélectionneur, mettant ainsi fin aux espoirs de ceux qui espéraient un résolution du différend entre les deux hommes et provoquant des réactions tant dans la presse belge qu'européenne.
Domenico Tedesco dévoile sa sélection pour les deux premières rencontres de Ligue des nations le 30 août et, après être longuement revenu sur ses responsabilités dans l'échec de l'Euro, laisse entrevoir le peu d'intérêt qu'il porte à cette compétition. Le sélectionneur parle en effet de « faire des tests à un bon niveau » en vue des qualifications pour la Coupe du monde et écarte, temporairement, plusieurs joueurs d'expérience, dont Lukaku qui a vécu un été mouvementé et vient à peine de signer au SSC Napoli. Parmi les jeunes nouveaux, Julien Duranville, qui fait sa première apparition dans le groupe et en lequel Tedesco place beaucoup d'espoirs, ainsi qu'Arne Engels, déjà convoqué avant l'Euro face au Monténégro sans toutefois avoir joué et qui devrait cette fois recevoir du temps de jeu.

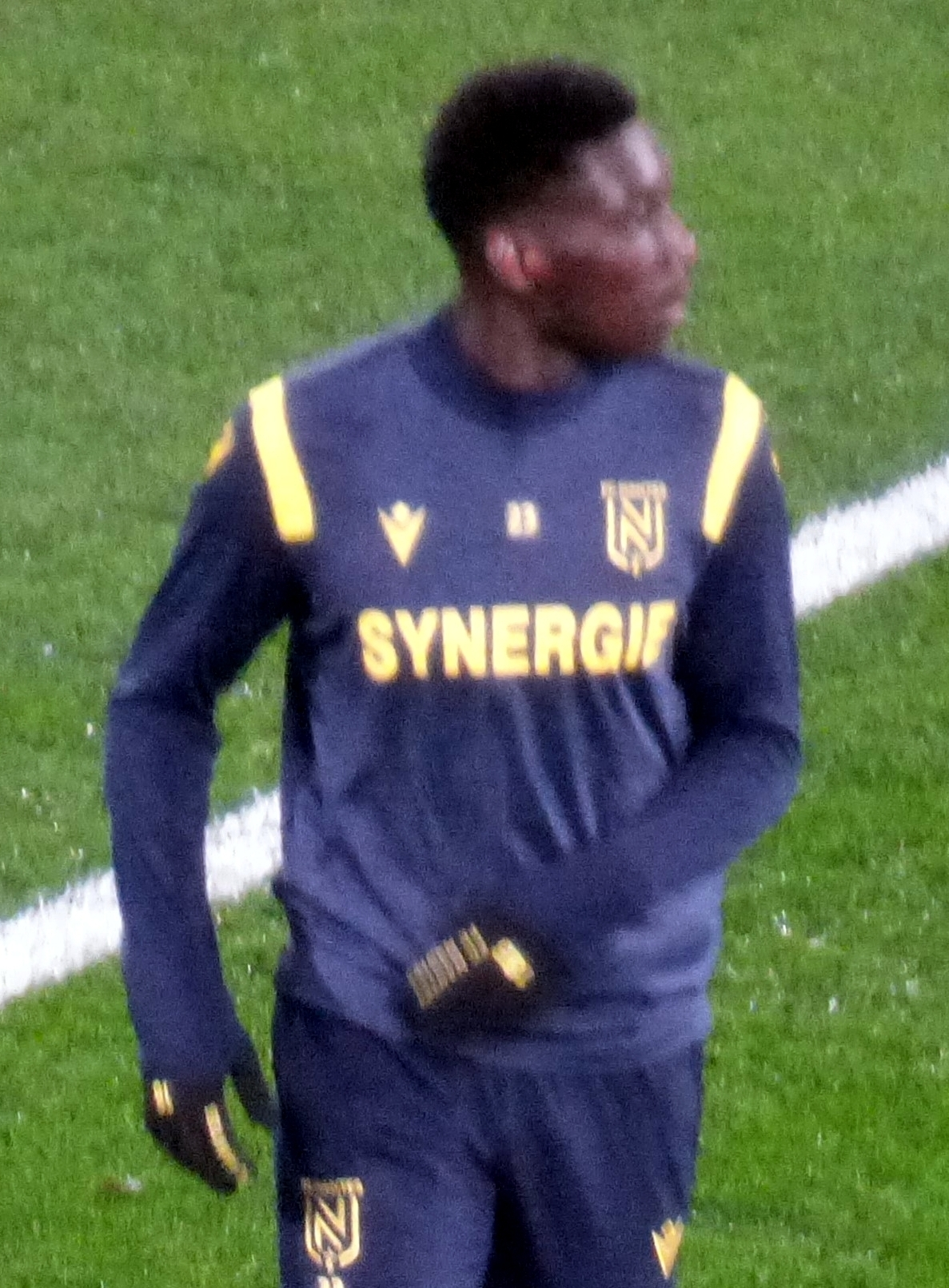
Randal Kolo Muani est réellement la bête noire des Diables Rouges en 2024. Déjà auteur de la frappe détournée par Jan Vertonghen dans ses propres filets en huitième de finale du Championnat d'Europe, il inscrit aussi un but le 9 septembre 2024- en football ainsi qu'un doublé le 14 octobre 2024- en football lors des deux rencontres de phase de groupe de la Ligue des nations.

Malgré une première période décevante où, après avoir ouvert la marque par Kevin De Bruyne, les Belges ne profitent pas de leur temps fort et se font rejoindre au marquoir peu après la demi-heure, ceux-ci s'imposent néanmoins face à Israël (3-1) après une seconde mi-temps nettement plus convaincante, durant laquelle Julien Duranville fête sa première cape et, dix minutes après être monté au jeu, se créé une très belle opportunité au terme d'une action individuelle spectaculaire. Après cette victoire inaugurale, les Diables Rouges se déplacent à Lyon pour la deuxième journée, face à des Bleus en plein doute après leur échec cuisant face à l'Italie (1-3) et dont la charnière défensive fut martyrisée. Après une bonne entame de match, les Belges s'éteignent peu à peu face à des Français qui retrouvent toute leur efficacité offensive et s'imposent (2-0) grâce à des réalisations de Randal Kolo Muani et Ousmane Dembélé, matant ainsi la Belgique pour la quatrième fois consécutive en compétitions officielles.
En octobre, alors que l'équipe belge s'apprête à défier l'Italie en déplacement et la France à domicile, le sélectionneur italo-allemand innove en convoquant 23 joueurs, dont de nombreux nouveaux ou récents Diables Rouges. Parmi ceux-ci, Matte Smets et Malick Fofana, dans une spirale positive avec l'Olympique lyonnais, mais également Maarten Vandevoordt, qui remplace Thomas Kaminski absent pour raisons personnelles, ou encore Cyril Ngonge qui remplace numériquement Romelu Lukaku. Kevin De Bruyne, insuffisamment remis de sa blessure encourue en Ligue des champions, est cette fois absent alors que Leandro Trossard, Koni De Winter et Sebastiaan Bornauw signent leurs retours dans le groupe.
Au stade olympique, c'est une Belgique complètement submergée qui encaisse une première fois dès la 1re minute de jeu par Andrea Cambiaso et se voit menée à la marque par deux buts à zéro après moins d'une demi-heure. L'exclusion de Lorenzo Pellegrini à la 38e minute, à la suite d'un tackle dangereux sur Arthur Theate, remet les Belges en selle qui reviennent à la marque par Maxim De Cuyper juste avant le repos et égalisent par Leandro Trossard à l'heure de jeu. Ceux-ci loupent néanmoins l'occasion de s'imposer et de revenir au classement sur leur adversaire du soir ainsi que sur la France qui bat Israël de manière convaincante (1-4), malgré la retraite surprise d'Antoine Griezmann et le forfait polémique de Kylian Mbappé. Quatre jours plus tard, c'est un stade Roi Baudouin comble qui accueille les Français et, comme au match aller, ce sont les Belges qui se montrent les plus entreprenants en début de rencontre et obtiennent un penalty à la 23e minute mais Youri Tielemans envoie le ballon bien au-dessus de la cage. Dix minutes plus tard, c'est au tour des Bleus d'obtenir un coup de pied de réparation et Randal Kolo Muani ne se fait pas prier pour l'envoyer au fond des filets de Koen Casteels mais les Diables Rouges ne s'avouent pas vaincus et reviennent au score juste avant la pause par Loïs Openda. Au retour des vestiaires, les Français se montrent les plus offensifs et les Belges, qui n'arrivent pas à reprendre la rencontre en main, doivent s'incliner une nouvelle fois à la 62e minute, à nouveau via Kolo Muani qui s'offre un doublé. La nouvelle exclusion, la seconde en deux parties, cette fois du capitaine français Aurélien Tchouaméni pour deux cartons jaunes dans le dernier quart d'heure, ne change rien à l'issue de la rencontre malgré une dernière occasion pour Openda dans les arrêts de jeu qui finit sur le poteau. Au terme de ce ditpyque, dont les résultats hypothèquent sérieusement les chances de la Belgique de terminer à l'une des deux premières places du groupe et la rapprochent au contraire des barrages pour le maintien au sein de la Ligue A, la pression s'intensifie clairement autour de Domenico Tedesco alors que le public a entonné à trois reprises des chants demandant sa démission pendant la rencontre,.
Alors qu'il doit faire face à une multitude de forfaits, Domenico Tedesco dévoile sa sélection pour les deux dernières rencontres de l'année le 8 novembre et trois éléments d'expérience en sont absents, Kevin De Bruyne, Thomas Meunier et Youri Tielemans manquent à l'appel. Roméo Lavia, enfin épargné par ses pépins physiques, remplace le dernier cité et, en défense, Ameen Al-Dakhil profite des forfaits de Sebastiaan Bornauw et Koni De Winter pour faire son retour tandis que le jeune brugeois Joaquin Seys est convoqué pour la première fois, mais celui-ci doit néanmoins renoncer au lendemain du week-end, blessé au tibia face au Beerschot en championnat belge. Au moment de sonner le rassemblement, Tedesco est confronté à une cascade de blessés et, déjà privé de nombreux titulaires, le sélectionneur national, qui doit à présent composer aussi sans Charles De Ketelaere, Jérémy Doku, Malick Fofana et Joaquin Seys, rappelle Albert Sambi Lokonga, absent des sélections depuis mars 2022, et pioche allégrement dans le noyau des espoirs en convoquant Arthur Vermeeren, qui fait l'ascenseur, mais également Samuel Mbangula et Killian Sardella, qui découvrent la sélection A. Ceci n'est pas sans conséquences pour les U21 qui jouent un barrage décisif face à la Tchéquie espoirs en vue de tenter de se qualifier pour le Championnat d'Europe espoirs 2025 et cela sans pas moins de quinze (!) des meilleurs jeunes joueurs belges, ce qui ne manque pas d'alimenter la polémique autour de Tedesco.
Dans un stade Roi Baudouin à nouveau complet, des Diables Rouges décevants et surclassés, qui peuvent néanmoins compter sur le retour de Romelu Lukaku, doivent s'incliner face à l'Italie (1-0) sur un but de Sandro Tonali dès la 11e minute. En optant pour une défense à cinq et un bloc résolument bas, la Belgique laisse l'initiative à la Squadra Azzurra qui, en quête d'un seul petit point pour assurer leur qualification, ne se fait pas prier pour dicter le rythme de la rencontre et manque de près de doubler la mise à plusieurs reprises. Auteurs d'une prestation peu convaincante, malgré un essai de Wout Faes sur le poteau, les Diables Rouges ne donnent à aucun moment l'illusion de pouvoir renverser la vapeur face à une Italie jamais inquiétée. Lors de l'ultime rencontre, alors que Romelu Lukaku ainsi que quatre autres joueurs sont forfaits et que Norman Bassette rejoint le groupe, Timothy Castagne hérite du brassard de capitaine mais peine à diriger le navire belge qui navigue en pleine purée de pois, au propre, au vu de la météo sur Budapest où se déroule la partie, contexte géopolitique oblige, comme au figuré, tant l'équipe expérimentale mise en place par Tedesco se montre peu inspirée et peu concernée malgré une large domination dans la possession du ballon. Israël procède par contre-attaques, se créé les meilleurs possibilités et finit par ouvrir la marque à la 86e minute par Yarden Shua pour s'imposer (1-0) dans une rencontre où, côté belge, Leandro Trossard et Zeno Debast ont dû quitter la pelouse prématurément,. Condamnée à disputer les barrages de promotion/relégation en mars 2025, la Belgique découvre son adversaire le 22 novembre et c'est l'Ukraine, déjà rencontrée lors de l'Euro, qu'elle devra affronter à deux reprises pour tenter de conserver sa place dans la Ligue A de la Ligue des nations.
Mi-novembre, la fédération belge engage Vincent Mannaert comme directeur technique et successeur de Franky Vercauteren, dont le contrat arrive à terme à la fin de l'année. Celui-ci entre effectivement en fonction le 1er décembre et son contrat est fixé jusqu'à la Coupe du monde 2026. Il est généralement attendu des observateurs que sa première tâche sera de trouver rapidement un remplaçant à Domenico Tedesco, dont la position, tant au sein du groupe qu'auprès des supporteurs et de la presse, devient graduellement intenable.
L'année se termine par le tirage au sort des éliminatoires de la Coupe du monde 2026, le 13 décembre à 12 h (heure locale) à Zurich, au siège de la FIFA. Les Diables Rouges sont versés dans le groupe J de la zone Europe en compagnie du pays de Galles, de la Macédoine du Nord, du Kazakhstan et du Liechtenstein, qu'ils découvriront pour la première fois de leur histoire. La première rencontre opposera la Belgique à la Macédoine du Nord, le 6 juin 2025.

## Bilan de l'année
La première échéance est manquée, les Diables Rouges sont éliminés prématurément de l'Euro 2024 au stade des huitièmes de finale par la France (0-1) dans un tournoi globalement qualifié de manqué par la presse belge, alors qu'une victoire de poules semblait pourtant abordable. Tedesco est particulièrement visé, trouvé trop frileux et inexpérimenté alors qu'il a à sa disposition un groupe qui regorge de talents offensifs.
Le deuxième objectif est lui aussi manqué, les joueurs belges, dont les observateurs se mettent à douter de la motivation pour ce tournoi, n'enregistrent qu'une seule victoire et un partage lors de la phase de groupe de la Ligue des nations et terminent troisièmes de leur poule, ce qui les contraint à disputer un barrage en mars 2025 pour gagner le droit de rester en Ligue A pour l'édition 2026-2027.
Après son Euro décevant, la Belgique chute d'abord fin juillet de la 3e à la 6e position du classement de la FIFA avant de boucler l'année à la 8e place, à la suite de ses contre-performances en Ligue des nations.

### Championnat d'Europe 2024

#### Phase de groupes (Groupe E)
| Rang | Équipe    | Pts | J | G | N | P | Bp | Bc | Diff |
| ---- | --------- | --- | - | - | - | - | -- | -- | ---- |
| 1    | Roumanie  | 4   | 3 | 1 | 1 | 1 | 4  | 3  | +1   |
| 2    | Belgique  | 4   | 3 | 1 | 1 | 1 | 2  | 1  | +1   |
| 3    | Slovaquie | 4   | 3 | 1 | 1 | 1 | 3  | 3  | 0    |
| 4    | Ukraine   | 4   | 3 | 1 | 1 | 1 | 2  | 4  | -2   |

- Qualifié pour les huitièmes de finale
- Qualifié au titre des meilleurs troisièmes

#### Phase à élimination directe
|  | Huitièmes de finale                                       | Huitièmes de finale                      | Huitièmes de finale                              | Huitièmes de finale                      |            |            | Quarts de finale                            | Quarts de finale                            | Quarts de finale                            | Quarts de finale                            |  |  | Demi-finales                                   | Demi-finales                                   | Demi-finales                                   | Demi-finales                                   |  |  | Finale                                   | Finale                                   | Finale                                   | Finale                                   |
|  |                                                           |                                          |                                                  |                                          |            |            |                                             |                                             |                                             |                                             |  |  |                                                |                                                |                                                |                                                |  |  |                                          |                                          |                                          |                                          |
|  | 30 juin 2024 - Stade de Cologne, Cologne                  | 30 juin 2024 - Stade de Cologne, Cologne | 30 juin 2024 - Stade de Cologne, Cologne         | 30 juin 2024 - Stade de Cologne, Cologne |            |            | 5 juillet 2024 - Stuttgart Arena, Stuttgart | 5 juillet 2024 - Stuttgart Arena, Stuttgart | 5 juillet 2024 - Stuttgart Arena, Stuttgart | 5 juillet 2024 - Stuttgart Arena, Stuttgart |  |  | 9 juillet 2024 - Munich Football Arena, Munich | 9 juillet 2024 - Munich Football Arena, Munich | 9 juillet 2024 - Munich Football Arena, Munich | 9 juillet 2024 - Munich Football Arena, Munich |  |  | 14 juillet 2024 - Olympiastadion, Berlin | 14 juillet 2024 - Olympiastadion, Berlin | 14 juillet 2024 - Olympiastadion, Berlin | 14 juillet 2024 - Olympiastadion, Berlin |
|  | 1er B                                                     | Espagne                                  | 4                                                | 4                                        |            |            | 5 juillet 2024 - Stuttgart Arena, Stuttgart | 5 juillet 2024 - Stuttgart Arena, Stuttgart | 5 juillet 2024 - Stuttgart Arena, Stuttgart | 5 juillet 2024 - Stuttgart Arena, Stuttgart |  |  | 9 juillet 2024 - Munich Football Arena, Munich | 9 juillet 2024 - Munich Football Arena, Munich | 9 juillet 2024 - Munich Football Arena, Munich | 9 juillet 2024 - Munich Football Arena, Munich |  |  | 14 juillet 2024 - Olympiastadion, Berlin | 14 juillet 2024 - Olympiastadion, Berlin | 14 juillet 2024 - Olympiastadion, Berlin | 14 juillet 2024 - Olympiastadion, Berlin |
|  | 1er B                                                     | Espagne                                  | 4                                                | 4                                        |            |            | 5 juillet 2024 - Stuttgart Arena, Stuttgart | 5 juillet 2024 - Stuttgart Arena, Stuttgart | 5 juillet 2024 - Stuttgart Arena, Stuttgart | 5 juillet 2024 - Stuttgart Arena, Stuttgart |  |  | 9 juillet 2024 - Munich Football Arena, Munich | 9 juillet 2024 - Munich Football Arena, Munich | 9 juillet 2024 - Munich Football Arena, Munich | 9 juillet 2024 - Munich Football Arena, Munich |  |  | 14 juillet 2024 - Olympiastadion, Berlin | 14 juillet 2024 - Olympiastadion, Berlin | 14 juillet 2024 - Olympiastadion, Berlin | 14 juillet 2024 - Olympiastadion, Berlin |
|  | 3e F                                                      | Géorgie                                  | 1                                                | 1                                        |            |            | 5 juillet 2024 - Stuttgart Arena, Stuttgart | 5 juillet 2024 - Stuttgart Arena, Stuttgart | 5 juillet 2024 - Stuttgart Arena, Stuttgart | 5 juillet 2024 - Stuttgart Arena, Stuttgart |  |  | 9 juillet 2024 - Munich Football Arena, Munich | 9 juillet 2024 - Munich Football Arena, Munich | 9 juillet 2024 - Munich Football Arena, Munich | 9 juillet 2024 - Munich Football Arena, Munich |  |  | 14 juillet 2024 - Olympiastadion, Berlin | 14 juillet 2024 - Olympiastadion, Berlin | 14 juillet 2024 - Olympiastadion, Berlin | 14 juillet 2024 - Olympiastadion, Berlin |
|  | 3e F                                                      | Géorgie                                  | 1                                                | 1                                        | Espagne    | Espagne    | 2 ap                                        | 2 ap                                        |                                             |                                             |  |  | 9 juillet 2024 - Munich Football Arena, Munich | 9 juillet 2024 - Munich Football Arena, Munich | 9 juillet 2024 - Munich Football Arena, Munich | 9 juillet 2024 - Munich Football Arena, Munich |  |  | 14 juillet 2024 - Olympiastadion, Berlin | 14 juillet 2024 - Olympiastadion, Berlin | 14 juillet 2024 - Olympiastadion, Berlin | 14 juillet 2024 - Olympiastadion, Berlin |
|  | 29 juin 2024 - BVB Stadion Dortmund, Dortmund             |                                          |                                                  |                                          | Espagne    | Espagne    | 2 ap                                        | 2 ap                                        |                                             |                                             |  |  | 9 juillet 2024 - Munich Football Arena, Munich | 9 juillet 2024 - Munich Football Arena, Munich | 9 juillet 2024 - Munich Football Arena, Munich | 9 juillet 2024 - Munich Football Arena, Munich |  |  | 14 juillet 2024 - Olympiastadion, Berlin | 14 juillet 2024 - Olympiastadion, Berlin | 14 juillet 2024 - Olympiastadion, Berlin | 14 juillet 2024 - Olympiastadion, Berlin |
|  |                                                           |                                          | Allemagne                                        | Allemagne                                | 1          | 1          |                                             |                                             |                                             |                                             |  |  | 9 juillet 2024 - Munich Football Arena, Munich | 9 juillet 2024 - Munich Football Arena, Munich | 9 juillet 2024 - Munich Football Arena, Munich | 9 juillet 2024 - Munich Football Arena, Munich |  |  | 14 juillet 2024 - Olympiastadion, Berlin | 14 juillet 2024 - Olympiastadion, Berlin | 14 juillet 2024 - Olympiastadion, Berlin | 14 juillet 2024 - Olympiastadion, Berlin |
|  | 1er A                                                     | Allemagne                                | Allemagne                                        | Allemagne                                | 1          | 1          | 2                                           | 2                                           |                                             |                                             |  |  | 9 juillet 2024 - Munich Football Arena, Munich | 9 juillet 2024 - Munich Football Arena, Munich | 9 juillet 2024 - Munich Football Arena, Munich | 9 juillet 2024 - Munich Football Arena, Munich |  |  | 14 juillet 2024 - Olympiastadion, Berlin | 14 juillet 2024 - Olympiastadion, Berlin | 14 juillet 2024 - Olympiastadion, Berlin | 14 juillet 2024 - Olympiastadion, Berlin |
|  | 1er A                                                     | Allemagne                                | 5 juillet 2024 - Volksparkstadion, Hambourg      |                                          |            |            | 2                                           | 2                                           |                                             |                                             |  |  | 9 juillet 2024 - Munich Football Arena, Munich | 9 juillet 2024 - Munich Football Arena, Munich | 9 juillet 2024 - Munich Football Arena, Munich | 9 juillet 2024 - Munich Football Arena, Munich |  |  | 14 juillet 2024 - Olympiastadion, Berlin | 14 juillet 2024 - Olympiastadion, Berlin | 14 juillet 2024 - Olympiastadion, Berlin | 14 juillet 2024 - Olympiastadion, Berlin |
|  | 2e C                                                      | Danemark                                 | 0                                                | 0                                        |            |            |                                             |                                             |                                             |                                             |  |  | 9 juillet 2024 - Munich Football Arena, Munich | 9 juillet 2024 - Munich Football Arena, Munich | 9 juillet 2024 - Munich Football Arena, Munich | 9 juillet 2024 - Munich Football Arena, Munich |  |  | 14 juillet 2024 - Olympiastadion, Berlin | 14 juillet 2024 - Olympiastadion, Berlin | 14 juillet 2024 - Olympiastadion, Berlin | 14 juillet 2024 - Olympiastadion, Berlin |
|  | 2e C                                                      | Danemark                                 | 0                                                | 0                                        | Espagne    | Espagne    | 2                                           | 2                                           |                                             |                                             |  |  |                                                |                                                |                                                |                                                |  |  | 14 juillet 2024 - Olympiastadion, Berlin | 14 juillet 2024 - Olympiastadion, Berlin | 14 juillet 2024 - Olympiastadion, Berlin | 14 juillet 2024 - Olympiastadion, Berlin |
|  | 1er juillet 2024 - Frankfurt Arena, Francfort-sur-le-Main |                                          |                                                  |                                          | Espagne    | Espagne    | 2                                           | 2                                           |                                             |                                             |  |  |                                                |                                                |                                                |                                                |  |  | 14 juillet 2024 - Olympiastadion, Berlin | 14 juillet 2024 - Olympiastadion, Berlin | 14 juillet 2024 - Olympiastadion, Berlin | 14 juillet 2024 - Olympiastadion, Berlin |
|  |                                                           |                                          | France                                           | France                                   | 1          | 1          |                                             |                                             |                                             |                                             |  |  |                                                |                                                |                                                |                                                |  |  | 14 juillet 2024 - Olympiastadion, Berlin | 14 juillet 2024 - Olympiastadion, Berlin | 14 juillet 2024 - Olympiastadion, Berlin | 14 juillet 2024 - Olympiastadion, Berlin |
|  | 1er F                                                     | Portugal                                 | France                                           | France                                   | 1          | 1          | 0 tab(3)                                    | 0 tab(3)                                    |                                             |                                             |  |  |                                                |                                                |                                                |                                                |  |  | 14 juillet 2024 - Olympiastadion, Berlin | 14 juillet 2024 - Olympiastadion, Berlin | 14 juillet 2024 - Olympiastadion, Berlin | 14 juillet 2024 - Olympiastadion, Berlin |
|  | 1er F                                                     | Portugal                                 | 10 juillet 2024 - BVB Stadion Dortmund, Dortmund |                                          |            |            | 0 tab(3)                                    | 0 tab(3)                                    |                                             |                                             |  |  |                                                |                                                |                                                |                                                |  |  | 14 juillet 2024 - Olympiastadion, Berlin | 14 juillet 2024 - Olympiastadion, Berlin | 14 juillet 2024 - Olympiastadion, Berlin | 14 juillet 2024 - Olympiastadion, Berlin |
|  | 3e C                                                      | Slovénie                                 | 0 ap (0)                                         | 0 ap (0)                                 |            |            |                                             |                                             |                                             |                                             |  |  |                                                |                                                |                                                |                                                |  |  | 14 juillet 2024 - Olympiastadion, Berlin | 14 juillet 2024 - Olympiastadion, Berlin | 14 juillet 2024 - Olympiastadion, Berlin | 14 juillet 2024 - Olympiastadion, Berlin |
|  | 3e C                                                      | Slovénie                                 | 0 ap (0)                                         | 0 ap (0)                                 | Portugal   | Portugal   | 0 ap (3)                                    | 0 ap (3)                                    |                                             |                                             |  |  |                                                |                                                |                                                |                                                |  |  | 14 juillet 2024 - Olympiastadion, Berlin | 14 juillet 2024 - Olympiastadion, Berlin | 14 juillet 2024 - Olympiastadion, Berlin | 14 juillet 2024 - Olympiastadion, Berlin |
|  | 1er juillet 2024 - Düsseldorf Arena, Düsseldorf           |                                          |                                                  |                                          | Portugal   | Portugal   | 0 ap (3)                                    | 0 ap (3)                                    |                                             |                                             |  |  |                                                |                                                |                                                |                                                |  |  | 14 juillet 2024 - Olympiastadion, Berlin | 14 juillet 2024 - Olympiastadion, Berlin | 14 juillet 2024 - Olympiastadion, Berlin | 14 juillet 2024 - Olympiastadion, Berlin |
|  |                                                           |                                          | France                                           | France                                   | 0 tab (5)  | 0 tab (5)  |                                             |                                             |                                             |                                             |  |  |                                                |                                                |                                                |                                                |  |  | 14 juillet 2024 - Olympiastadion, Berlin | 14 juillet 2024 - Olympiastadion, Berlin | 14 juillet 2024 - Olympiastadion, Berlin | 14 juillet 2024 - Olympiastadion, Berlin |
|  | 2e D                                                      | France                                   | France                                           | France                                   | 0 tab (5)  | 0 tab (5)  | 1                                           | 1                                           |                                             |                                             |  |  |                                                |                                                |                                                |                                                |  |  | 14 juillet 2024 - Olympiastadion, Berlin | 14 juillet 2024 - Olympiastadion, Berlin | 14 juillet 2024 - Olympiastadion, Berlin | 14 juillet 2024 - Olympiastadion, Berlin |
|  | 2e D                                                      | France                                   | 6 juillet 2024 - Olympiastadion, Berlin          |                                          |            |            | 1                                           | 1                                           |                                             |                                             |  |  |                                                |                                                |                                                |                                                |  |  | 14 juillet 2024 - Olympiastadion, Berlin | 14 juillet 2024 - Olympiastadion, Berlin | 14 juillet 2024 - Olympiastadion, Berlin | 14 juillet 2024 - Olympiastadion, Berlin |
|  | 2e E                                                      | Belgique                                 | 0                                                | 0                                        |            |            |                                             |                                             |                                             |                                             |  |  |                                                |                                                |                                                |                                                |  |  | 14 juillet 2024 - Olympiastadion, Berlin | 14 juillet 2024 - Olympiastadion, Berlin | 14 juillet 2024 - Olympiastadion, Berlin | 14 juillet 2024 - Olympiastadion, Berlin |
|  | 2e E                                                      | Belgique                                 | 0                                                | 0                                        | Espagne    | Espagne    | 2                                           | 2                                           |                                             |                                             |  |  |                                                |                                                |                                                |                                                |  |  |                                          |                                          |                                          |                                          |
|  | 2 juillet 2024 - Munich Football Arena, Munich            |                                          |                                                  |                                          | Espagne    | Espagne    | 2                                           | 2                                           |                                             |                                             |  |  |                                                |                                                |                                                |                                                |  |  |                                          |                                          |                                          |                                          |
|  |                                                           |                                          | Angleterre                                       | Angleterre                               | 1          | 1          |                                             |                                             |                                             |                                             |  |  |                                                |                                                |                                                |                                                |  |  |                                          |                                          |                                          |                                          |
|  | 1er E                                                     | Roumanie                                 | Angleterre                                       | Angleterre                               | 1          | 1          | 0                                           | 0                                           |                                             |                                             |  |  |                                                |                                                |                                                |                                                |  |  |                                          |                                          |                                          |                                          |
|  | 1er E                                                     | Roumanie                                 |                                                  |                                          |            |            |                                             | 0                                           |                                             |                                             |  |  |                                                |                                                |                                                |                                                |  |  |                                          |                                          |                                          |                                          |
|  | 3e D                                                      | Pays-Bas                                 | 3                                                | 3                                        |            |            |                                             |                                             |                                             |                                             |  |  |                                                |                                                |                                                |                                                |  |  |                                          |                                          |                                          |                                          |
|  | 3e D                                                      | Pays-Bas                                 | 3                                                | 3                                        | Pays-Bas   | Pays-Bas   | 2                                           | 2                                           |                                             |                                             |  |  |                                                |                                                |                                                |                                                |  |  |                                          |                                          |                                          |                                          |
|  | 2 juillet 2024 - Stade de Leipzig, Leipzig                |                                          |                                                  |                                          | Pays-Bas   | Pays-Bas   | 2                                           | 2                                           |                                             |                                             |  |  |                                                |                                                |                                                |                                                |  |  |                                          |                                          |                                          |                                          |
|  |                                                           |                                          | Turquie                                          | Turquie                                  | 1          | 1          |                                             |                                             |                                             |                                             |  |  |                                                |                                                |                                                |                                                |  |  |                                          |                                          |                                          |                                          |
|  | 1er D                                                     | Autriche                                 | Turquie                                          | Turquie                                  | 1          | 1          | 1                                           | 1                                           |                                             |                                             |  |  |                                                |                                                |                                                |                                                |  |  |                                          |                                          |                                          |                                          |
|  | 1er D                                                     | Autriche                                 | 6 juillet 2024 - Düsseldorf Arena, Düsseldorf    |                                          |            |            | 1                                           | 1                                           |                                             |                                             |  |  |                                                |                                                |                                                |                                                |  |  |                                          |                                          |                                          |                                          |
|  | 2e F                                                      | Turquie                                  | 2                                                | 2                                        |            |            |                                             |                                             |                                             |                                             |  |  |                                                |                                                |                                                |                                                |  |  |                                          |                                          |                                          |                                          |
|  | 2e F                                                      | Turquie                                  | 2                                                | 2                                        | Pays-Bas   | Pays-Bas   | 1                                           | 1                                           |                                             |                                             |  |  |                                                |                                                |                                                |                                                |  |  |                                          |                                          |                                          |                                          |
|  | 30 juin 2024 - Arena AufSchalke, Gelsenkirchen            |                                          |                                                  |                                          | Pays-Bas   | Pays-Bas   | 1                                           | 1                                           |                                             |                                             |  |  |                                                |                                                |                                                |                                                |  |  |                                          |                                          |                                          |                                          |
|  |                                                           |                                          | Angleterre                                       | Angleterre                               | 2          | 2          |                                             |                                             |                                             |                                             |  |  |                                                |                                                |                                                |                                                |  |  |                                          |                                          |                                          |                                          |
|  | 1er C                                                     | Angleterre                               | Angleterre                                       | Angleterre                               | 2          | 2          | 2 ap                                        | 2 ap                                        |                                             |                                             |  |  |                                                |                                                |                                                |                                                |  |  |                                          |                                          |                                          |                                          |
|  | 1er C                                                     | Angleterre                               |                                                  |                                          |            |            |                                             | 2 ap                                        |                                             |                                             |  |  |                                                |                                                |                                                |                                                |  |  |                                          |                                          |                                          |                                          |
|  | 3e E                                                      | Slovaquie                                | 1                                                | 1                                        |            |            |                                             |                                             |                                             |                                             |  |  |                                                |                                                |                                                |                                                |  |  |                                          |                                          |                                          |                                          |
|  | 3e E                                                      | Slovaquie                                | 1                                                | 1                                        | Angleterre | Angleterre | 1 tab (5)                                   | 1 tab (5)                                   |                                             |                                             |  |  |                                                |                                                |                                                |                                                |  |  |                                          |                                          |                                          |                                          |
|  | 29 juin 2024 - Olympiastadion, Berlin                     |                                          |                                                  |                                          | Angleterre | Angleterre | 1 tab (5)                                   | 1 tab (5)                                   |                                             |                                             |  |  |                                                |                                                |                                                |                                                |  |  |                                          |                                          |                                          |                                          |
|  |                                                           |                                          | Suisse                                           | Suisse                                   | 1 ap (3)   | 1 ap (3)   |                                             |                                             |                                             |                                             |  |  |                                                |                                                |                                                |                                                |  |  |                                          |                                          |                                          |                                          |
|  | 2e A                                                      | Suisse                                   | Suisse                                           | Suisse                                   | 1 ap (3)   | 1 ap (3)   | 2                                           | 2                                           |                                             |                                             |  |  |                                                |                                                |                                                |                                                |  |  |                                          |                                          |                                          |                                          |
|  | 2e A                                                      | Suisse                                   |                                                  |                                          |            |            |                                             | 2                                           |                                             |                                             |  |  |                                                |                                                |                                                |                                                |  |  |                                          |                                          |                                          |                                          |
|  | 2e B                                                      | Italie                                   | 0                                                | 0                                        |            |            |                                             |                                             |                                             |                                             |  |  |                                                |                                                |                                                |                                                |  |  |                                          |                                          |                                          |                                          |
|  | 2e B                                                      | Italie                                   | 0                                                | 0                                        |            |            |                                             |                                             |                                             |                                             |  |  |                                                |                                                |                                                |                                                |  |  |                                          |                                          |                                          |                                          |
|  |                                                           |                                          |                                                  |                                          |            |            |                                             |                                             |                                             |                                             |  |  |                                                |                                                |                                                |                                                |  |  |                                          |                                          |                                          |                                          |

### Ligue des nations 2024-2025

#### Phase de groupes (Ligue A, Groupe 2)
| Rang | Équipe   | Pts | J | G | N | P | Bp | Bc | Diff |  | Résultats (▼ dom., ► ext.) |     |     |     |     |
| ---- | -------- | --- | - | - | - | - | -- | -- | ---- |  | -------------------------- | --- | --- | --- | --- |
| 1    | France   | 13  | 6 | 4 | 1 | 1 | 12 | 6  | +6   |  | France                     |     | 1-3 | 2-0 | 0-0 |
| 2    | Italie   | 13  | 6 | 4 | 1 | 1 | 13 | 8  | +5   |  | Italie                     | 1-3 |     | 2-2 | 4-1 |
| 3    | Belgique | 4   | 6 | 1 | 1 | 4 | 6  | 9  | -3   |  | Belgique                   | 1-2 | 0-1 |     | 3-1 |
| 4    | Israël P | 4   | 6 | 1 | 1 | 4 | 5  | 13 | -8   |  | Israël P                   | 1-4 | 1-2 | 1-0 |     |

- Qualification pour les quarts de finale
- Barrage de relégation en Ligue B
- Relégation en Ligue B

### Classement mondial FIFA
| Classement | Équipe    | Score total (déc. 2024) | Points précédents (déc. 2023) | Évolution | Position        |
| ---------- | --------- | ----------------------- | ----------------------------- | --------- | --------------- |
| 6          | Portugal  | 1 756,12                | 1 745,06                      | +11,06    | en augmentation |
| 7          | Pays-Bas  | 1 747,55                | 1 745,48                      | -2,07     | en diminution   |
| 8          | Belgique  | 1 740,62                | 1 798,46                      | -57.84    | en diminution   |
| 9          | Italie    | 1 731,51                | 1 718,82                      | +12,69    | en stagnation   |
| 10         | Allemagne | 1 703,79                | 1 631,22                      | +72,57    | en augmentation |

Source : FIFA.

## Les matchs
| Match amical                                                  | République d'Irlande          | 0 - 0   | Belgique | Aviva Stadium Dublin, Irlande                     |                                                   |
| 23 mars 2024 · 17h00 heure locale · Historique des rencontres |                               | (0 – 0) |          | Spectateurs : 38 128 Arbitrage : Rohit Saggi (nl) | Spectateurs : 38 128 Arbitrage : Rohit Saggi (nl) |
| 23 mars 2024 · 17h00 heure locale · Historique des rencontres | Rapport (UEFA) Rapport (RBFA) |         |          | Spectateurs : 38 128 Arbitrage : Rohit Saggi (nl) | Spectateurs : 38 128 Arbitrage : Rohit Saggi (nl) |

| Match amical                                                  | Angleterre                          | 2 - 2   | Belgique          | Stade de Wembley Londres, Angleterre                                                                | |
| 26 mars 2024 · 19:45 heure locale · Historique des rencontres | Toney 17e (pen.) · Bellingham 90+5e | (1 – 2) | Tielemans 11e 36e | Spectateurs : 80 733 Arbitrage : Sebastian Gishamer (de) Arbitre vidéo : Manuel Schüttengruber (en) | Spectateurs : 80 733 Arbitrage : Sebastian Gishamer (de) Arbitre vidéo : Manuel Schüttengruber (en) |
| 26 mars 2024 · 19:45 heure locale · Historique des rencontres | Rapport (UEFA) Rapport (RBFA)       |         |                   | Spectateurs : 80 733 Arbitrage : Sebastian Gishamer (de) Arbitre vidéo : Manuel Schüttengruber (en) | Spectateurs : 80 733 Arbitrage : Sebastian Gishamer (de) Arbitre vidéo : Manuel Schüttengruber (en) |

| Match amical                                                 | Belgique                              | 2 - 0                         | Monténégro            | Stade Roi Baudouin Bruxelles, Belgique                    |                                                           |
| 5 juin 2024 · 20:30 heure locale · Historique des rencontres | De Bruyne 44e · Trossard 90+3e (pen.) | (1 – 0)                       |                       | Spectateurs : 19 246 Arbitrage : Kristoffer Karlsson (en) | Spectateurs : 19 246 Arbitrage : Kristoffer Karlsson (en) |
| 5 juin 2024 · 20:30 heure locale · Historique des rencontres |                                       | Rapport (UEFA) Rapport (RBFA) | Brnović (en) 63e, 88e | Spectateurs : 19 246 Arbitrage : Kristoffer Karlsson (en) | Spectateurs : 19 246 Arbitrage : Kristoffer Karlsson (en) |

| Match amical                                                 | Belgique                             | 3 - 0   | Luxembourg | Stade Roi Baudouin Bruxelles, Belgique                 |                                                        |
| 8 juin 2024 · 20:00 heure locale · Historique des rencontres | Lukaku 42e (pen.) 57e · Trossard 81e | (1 – 0) |            | Spectateurs : 35 287 Arbitrage : Paweł Raczkowski (en) | Spectateurs : 35 287 Arbitrage : Paweł Raczkowski (en) |
| 8 juin 2024 · 20:00 heure locale · Historique des rencontres | Rapport (UEFA) Rapport (RBFA)        |         |            | Spectateurs : 35 287 Arbitrage : Paweł Raczkowski (en) | Spectateurs : 35 287 Arbitrage : Paweł Raczkowski (en) |

| Championnat d'Europe 2024 Premier tour - Groupe E             | Belgique                      | 0 - 1   | Slovaquie  | Frankfurt Arena Francfort, Allemagne                                             |                                                                                  |
| 17 juin 2024 · 18:00 heure locale · Historique des rencontres |                               | (0 – 1) | Schranz 7e | Spectateurs : 45 181 Arbitrage : Umut Meler (en) Arbitre vidéo : Bastian Dankert | Spectateurs : 45 181 Arbitrage : Umut Meler (en) Arbitre vidéo : Bastian Dankert |
| 17 juin 2024 · 18:00 heure locale · Historique des rencontres | Rapport (UEFA) Rapport (RBFA) |         |            | Spectateurs : 45 181 Arbitrage : Umut Meler (en) Arbitre vidéo : Bastian Dankert | Spectateurs : 45 181 Arbitrage : Umut Meler (en) Arbitre vidéo : Bastian Dankert |

| Championnat d'Europe 2024 Premier tour - Groupe E             | Belgique                      | 2 - 0   | Roumanie | Stade de Cologne Cologne, Allemagne                                                       |                                                                                           |
| 22 juin 2024 · 21:00 heure locale · Historique des rencontres | Tielemans 2e · De Bruyne 80e  | (1 – 0) |          | Spectateurs : 42 535 Arbitrage : Szymon Marciniak Arbitre vidéo : Tomasz Kwiatkowski (de) | Spectateurs : 42 535 Arbitrage : Szymon Marciniak Arbitre vidéo : Tomasz Kwiatkowski (de) |
| 22 juin 2024 · 21:00 heure locale · Historique des rencontres | Rapport (UEFA) Rapport (RBFA) |         |          | Spectateurs : 42 535 Arbitrage : Szymon Marciniak Arbitre vidéo : Tomasz Kwiatkowski (de) | Spectateurs : 42 535 Arbitrage : Szymon Marciniak Arbitre vidéo : Tomasz Kwiatkowski (de) |

| Championnat d'Europe 2024 Premier tour - Groupe E             | Ukraine                       | 0 - 0   | Belgique | Stuttgart Arena Stuttgart, Allemagne                                           |                                                                                |
| 26 juin 2024 · 18:00 heure locale · Historique des rencontres |                               | (0 – 0) |          | Spectateurs : 54 000 Arbitrage : Anthony Taylor Arbitre vidéo : Stuart Attwell | Spectateurs : 54 000 Arbitrage : Anthony Taylor Arbitre vidéo : Stuart Attwell |
| 26 juin 2024 · 18:00 heure locale · Historique des rencontres | Rapport (UEFA) Rapport (RBFA) |         |          | Spectateurs : 54 000 Arbitrage : Anthony Taylor Arbitre vidéo : Stuart Attwell | Spectateurs : 54 000 Arbitrage : Anthony Taylor Arbitre vidéo : Stuart Attwell |

Note : Première rencontre officielle entre les deux nations.
| Championnat d'Europe 2024 Huitièmes de finale                     | France                        | 1 - 0   | Belgique | Düsseldorf Arena Düsseldorf, Allemagne                                                 |                                                                                        |
| 1er juillet 2024 · 18:00 heure locale · Historique des rencontres | Vertonghen 85e (csc)          | (0 – 0) |          | Spectateurs : 46 810 Arbitrage : Glenn Nyberg (en) Arbitre vidéo : Pol van Boekel (nl) | Spectateurs : 46 810 Arbitrage : Glenn Nyberg (en) Arbitre vidéo : Pol van Boekel (nl) |
| 1er juillet 2024 · 18:00 heure locale · Historique des rencontres | Rapport (UEFA) Rapport (RBFA) |         |          | Spectateurs : 46 810 Arbitrage : Glenn Nyberg (en) Arbitre vidéo : Pol van Boekel (nl) | Spectateurs : 46 810 Arbitrage : Glenn Nyberg (en) Arbitre vidéo : Pol van Boekel (nl) |

| Ligue des nations 2024-2025 Ligue A - Groupe 2                    | Belgique                                 | 3 - 1   | Israël             | Nagyerdei Stadion Debrecen, Hongrie                                                        |                                                                                            |
| 6 septembre 2024 · 20:45 heure locale · Historique des rencontres | De Bruyne 21e 52e (pen.) · Tielemans 48e | (1 – 1) | Castagne 36e (csc) | Spectateurs : 0 (huis clos) Arbitrage : Michael Oliver Arbitre vidéo : Jarred Gillett (en) | Spectateurs : 0 (huis clos) Arbitrage : Michael Oliver Arbitre vidéo : Jarred Gillett (en) |
| 6 septembre 2024 · 20:45 heure locale · Historique des rencontres | Rapport (UEFA) Rapport (RBFA)            |         |                    | Spectateurs : 0 (huis clos) Arbitrage : Michael Oliver Arbitre vidéo : Jarred Gillett (en) | Spectateurs : 0 (huis clos) Arbitrage : Michael Oliver Arbitre vidéo : Jarred Gillett (en) |

Note : Aucune ville et aucun stade en Belgique ne voulant accueillir la rencontre pour des raisons de sécurité, le match est délocalisé en Hongrie et se joue sans public.
| Ligue des nations 2024-2025 Ligue A - Groupe 2                    | France                        | 2 - 0   | Belgique | Parc Olympique lyonnais Décines-Charpieu, France                                  |                                                                                   |
| 9 septembre 2024 · 20:45 heure locale · Historique des rencontres | Kolo Muani 29e · Dembélé 57e  | (1 – 0) |          | Spectateurs : 42 358 Arbitrage : Tobias Stieler (en) Arbitre vidéo : Felix Zwayer | Spectateurs : 42 358 Arbitrage : Tobias Stieler (en) Arbitre vidéo : Felix Zwayer |
| 9 septembre 2024 · 20:45 heure locale · Historique des rencontres | Rapport (UEFA) Rapport (RBFA) |         |          | Spectateurs : 42 358 Arbitrage : Tobias Stieler (en) Arbitre vidéo : Felix Zwayer | Spectateurs : 42 358 Arbitrage : Tobias Stieler (en) Arbitre vidéo : Felix Zwayer |

| Ligue des nations 2024-2025 Ligue A - Groupe 2                   | Italie                     | 2 - 2                         | Belgique                     | Stade olympique Rome, Italie                                                         |                                                                                      |
| 10 octobre 2024 · 20:45 heure locale · Historique des rencontres | Cambiaso 1re · Retegui 24e | (2 – 1)                       | De Cuyper 42e · Trossard 61e | Spectateurs : 44 297 Arbitrage : Espen Eskås (en) Arbitre vidéo : Rob Dieperink (nl) | Spectateurs : 44 297 Arbitrage : Espen Eskås (en) Arbitre vidéo : Rob Dieperink (nl) |
| 10 octobre 2024 · 20:45 heure locale · Historique des rencontres | Pellegrini 38e             | Rapport (UEFA) Rapport (RBFA) |                              | Spectateurs : 44 297 Arbitrage : Espen Eskås (en) Arbitre vidéo : Rob Dieperink (nl) | Spectateurs : 44 297 Arbitrage : Espen Eskås (en) Arbitre vidéo : Rob Dieperink (nl) |

| Ligue des nations 2024-2025 Ligue A - Groupe 2                   | Belgique     | 1 - 2                         | France                    | Stade Roi Baudouin Bruxelles, Belgique                                                     |                                                                                            |
| 14 octobre 2024 · 20:45 heure locale · Historique des rencontres | Openda 45+3e | (1 – 1)                       | Kolo Muani 35e (pen.) 62e | Spectateurs : 39 731 Arbitrage : Irfan Peljto (en) Arbitre vidéo : Tomasz Kwiatkowski (de) | Spectateurs : 39 731 Arbitrage : Irfan Peljto (en) Arbitre vidéo : Tomasz Kwiatkowski (de) |
| 14 octobre 2024 · 20:45 heure locale · Historique des rencontres |              | Rapport (UEFA) Rapport (RBFA) | Tchouaméni 24e, 76e       | Spectateurs : 39 731 Arbitrage : Irfan Peljto (en) Arbitre vidéo : Tomasz Kwiatkowski (de) | Spectateurs : 39 731 Arbitrage : Irfan Peljto (en) Arbitre vidéo : Tomasz Kwiatkowski (de) |

| Ligue des nations 2024-2025 Ligue A - Groupe 2                    | Belgique                      | 0 - 1   | Italie     | Stade Roi Baudouin Bruxelles, Belgique                                                |                                                                                       |
| 14 novembre 2024 · 20:45 heure locale · Historique des rencontres |                               | (0 – 1) | Tonali 11e | Spectateurs : 41 367 Arbitrage : Radu Petrescu (en) Arbitre vidéo : Cătălin Popa (de) | Spectateurs : 41 367 Arbitrage : Radu Petrescu (en) Arbitre vidéo : Cătălin Popa (de) |
| 14 novembre 2024 · 20:45 heure locale · Historique des rencontres | Rapport (UEFA) Rapport (RBFA) |         |            | Spectateurs : 41 367 Arbitrage : Radu Petrescu (en) Arbitre vidéo : Cătălin Popa (de) | Spectateurs : 41 367 Arbitrage : Radu Petrescu (en) Arbitre vidéo : Cătălin Popa (de) |

| Ligue des nations 2024-2025 Ligue A - Groupe 2                    | Israël                        | 1 - 0   | Belgique | Bozsik Aréna (en) Budapest, Hongrie                                                              |                                                                                                  |
| 17 novembre 2024 · 20:45 heure locale · Historique des rencontres | Shua 86e                      | (0 – 0) |          | Spectateurs : 675 Arbitrage : Sebastian Gishamer (de) Arbitre vidéo : Manuel Schüttengruber (en) | Spectateurs : 675 Arbitrage : Sebastian Gishamer (de) Arbitre vidéo : Manuel Schüttengruber (en) |
| 17 novembre 2024 · 20:45 heure locale · Historique des rencontres | Rapport (UEFA) Rapport (RBFA) |         |          | Spectateurs : 675 Arbitrage : Sebastian Gishamer (de) Arbitre vidéo : Manuel Schüttengruber (en) | Spectateurs : 675 Arbitrage : Sebastian Gishamer (de) Arbitre vidéo : Manuel Schüttengruber (en) |

Note : Le match est organisé à Budapest en raison de la guerre à Gaza et de l'interdiction par l'UEFA d'organiser des rencontres en Israël

## Les joueurs
| Joueurs              | Joueurs            | Amical | Amical    | Amical | Amical | CE 2024 | CE 2024 | CE 2024 | CE 2024   | LN 2025 | LN 2025 | LN 2025 | LN 2025 | LN 2025 | LN 2025 |
| -------------------- | ------------------ | ------ | --------- | ------ | ------ | ------- | ------- | ------- | --------- | ------- | ------- | ------- | ------- | ------- | ------- |
| Gardiens de but      |                    |        |           |        |        |         |         |         |           |         |         |         |         |         |         |
| Matz Sels            | Nottingham Forest  | 83e    | 90        | r      | r      | r       | r       | r       | r         | r       | r       |         |         | r       | r       |
| Koen Casteels        | VfL Wolfsbourg     | r      |           | 90     | 90     | 90      | 90      | 90      | 90        | 90      | 90      | 90      | 90      | 90      | 90      |
| Thomas Kaminski      | Luton Town         | 83e    | r         | r      | r      | r       | r       | r       | r         | r       | r       |         |         |         |         |
| Arnaud Bodart        | Standard de Liège  | r      | r         |        |        |         |         |         |           |         |         |         |         |         |         |
| Maarten Vandevoordt  | RB Leipzig         |        |           |        |        |         |         |         |           |         |         | r       | r       | r       | r       |
| Ortwin De Wolf       | KV Malines         |        |           |        |        |         |         |         |           |         |         | r       | r       |         |         |
| Défenseurs           |                    |        |           |        |        |         |         |         |           |         |         |         |         |         |         |
| Timothy Castagne     | Fulham FC          | 46e    | 90        | 46e    | 64e    | 90      | 90      | 90      | 88e       | 90      | 82e     | 68e     | 67e     | 87e 28e | 90 31e  |
| Wout Faes            | Leicester City     | 90     | 82e       | 46e    | 90     | 90      | 90      | 90 43e  | 90        | 90      | 90      | 90      | 90 53e  | 90      | 90      |
| Koni De Winter       | Genoa CFC          | 64e    | r         |        |        |         |         |         |           |         |         | r       |         |         |         |
| Olivier Deman        | Werder Brême       | 90     | r         |        |        |         |         |         |           |         |         |         |         |         |         |
| Zeno Debast          | RSC Anderlecht     | r      | 82e       | 90     | 64e    | 90      | 77e     | r       | r         | 64e     | 90      | 90      | 90      | 90      | 46e     |
| Arthur Theate        | Stade rennais      | r      | 71e       |        | r      | r       | 77e     | 90      | 90        | 90      | 90      | 68e     | 90      | 71e     |         |
| Jan Vertonghen       | RSC Anderlecht     | r      | 90        |        | r      | r       | 90      | 90      | 90 76e    |         |         |         |         |         |         |
| Thomas Meunier       | Trabzonspor        | 46e    | 71e       | 46e    | 16e    |         |         |         |           | r       | 82e     |         |         |         |         |
| Axel Witsel          | Atlético de Madrid |        |           | 46e    | 46e    | r       |         |         | r         |         |         |         |         |         |         |
| Maxim De Cuyper      | Club Bruges KV     |        |           | 90     | 16e    | r       | r       | r       | r         | 64e     |         | 90      | 67e     | 79e     |         |
| Sebastiaan Bornauw   | VfL Wolfsburg      |        |           |        |        |         |         |         |           | r       | r       | r       | r       |         |         |
| Matte Smets          | KRC Genk           |        |           |        |        |         |         |         |           |         |         | r       | r       | r       | 46e     |
| Ameen Al-Dakhil      | VfB Stuttgart      |        |           |        |        |         |         |         |           |         |         |         |         | 71e 77e | 90+3e   |
| Killian Sardella     | RSC Anderlecht     |        |           |        |        |         |         |         |           |         |         |         |         | r       | 90+3e   |
| Milieux de terrain   |                    |        |           |        |        |         |         |         |           |         |         |         |         |         |         |
| Youri Tielemans      | Aston Villa        | 46e    | 71e       |        | r      | 74e 76e | 72e     | 62e     | r         | 73e     | 60e 38e | 90      | 81e     |         |         |
| Arthur Vermeeren     | Atlético de Madrid | 90     | r         | 90     | r      | r       | r       | r       | r         | r       | r       |         |         | 71e     | 67e     |
| Aster Vranckx        | VfL Wolfsburg      | 90     | 71e       |        | 46e    | r       | r       | r       | r         |         |         | 68e     | 67e     |         |         |
| Amadou Onana         | Everton FC         | 64e    | 90        | 46e    | 64e    | 90      | 90      | 90      | 90        | 90      | 90      |         |         | 90 67e  |         |
| Orel Mangala         | Olympique lyonnais | r      | 82e       | 46e    | 90     | 58e 30e | 72e     | 62e     | 63e 90+3e | r       | 60e     | 68e     | 67e 29e | r       | 90      |
| Kevin De Bruyne      | Manchester City    |        |           | 46e    | 72e    | 90      | 90      | 90      | 90        | 90 77e  | 90      |         |         |         |         |
| Arne Engels          | FC Augsbourg       |        |           | r      |        |         |         |         |           | 73e     |         | r       | 81e     | 71e     | 90+3e   |
| Mandela Keita        | Royal Antwerp FC   |        |           | r      |        |         |         |         |           |         |         |         |         |         |         |
| Alexis Saelemaekers  | AS Roma            |        |           |        |        |         |         |         |           | r       | r       |         |         |         |         |
| Albert Sambi Lokonga | Séville FC         |        |           |        |        |         |         |         |           |         |         |         |         | r       | 67e     |
| Attaquants           |                    |        |           |        |        |         |         |         |           |         |         |         |         |         |         |
| Johan Bakayoko       | PSV Eindhoven      | 64e    | r         | 46e    | 64e    | 58e     | r       | 77e     | r         | 81e     | 60e     | r       | r       | 87e     | 37e 84e |
| Loïs Openda          | RB Leipzig         | 90     | 82e       | 90     | r      | 84e     | r       | 90e     | 63e       | 64e     | 69e 8e  | 87e     | 90      | 90      | 90 73e  |
| Leandro Trossard     | Arsenal FC         | 46e    | 60e       | 46e    | 90     | 74e     | 56e     | 62e     | r         |         |         | 90 65e  | 90      | 90      | 37e     |
| Jérémy Doku          | Manchester City    | 46e    | 90        | 46e    | 64e    | 84e     | 72e     | 77e     | 90        | 73e     | 82e     | 87e     | 90      |         |         |
| Romelu Lukaku        | AS Rome            | r      | 82e       |        | 90     | 90      | 90      | 90e     | 90        |         |         |         |         | 90      |         |
| Dodi Lukebakio       | Séville FC         | 64e    | 60e       | 46e    | r      | 84e 85e | 56e 35e |         | 88e       | 81e     | 60e     | 68e     | 81e     | 79e     | 90      |
| Michy Batshuayi      | Fenerbahçe SK      | 46e    | 82e 90+5e |        |        |         |         |         |           |         |         |         |         |         |         |
| Yannick Carrasco     | Al-Shabab FC       |        |           | 46e    | 64e    | 84e     | 72e     | 62e     | 88e       |         |         |         |         |         |         |
| Charles De Ketelaere | Atalanta BC        |        |           |        | 72e    | r       | r       | r       | 88e       | 64e     | 69e     | 68e     | 81e 56e |         |         |
| Julien Duranville    | Borussia Dortmund  |        |           |        |        |         |         |         |           | 73e     | 82e     |         |         |         |         |
| Malick Fofana        | Olympique lyonnais |        |           |        |        |         |         |         |           |         |         | 87e     | r       |         |         |
| Cyril Ngonge         | SSC Naples         |        |           |        |        |         |         |         |           |         |         | 87e     | r       |         |         |
| Samuel Mbangula      | Juventus FC        |        |           |        |        |         |         |         |           |         |         |         |         | r       | r       |
| Norman Bassette      | Coventry City      |        |           |        |        |         |         |         |           |         |         |         |         |         | 90+3e   |

Un « r » indique un joueur qui était parmi les remplaçants mais qui n'est pas monté au jeu.
1. 1 2 3 4 5 6 7 8 9 10  Première sélection officielle pour le joueur.
2. ↑  Dernière sélection officielle pour le joueur.
3. ↑  Premier but officiel pour le joueur.

## Aspects socio-économiques

### Audiences télévisuelles
| Jour de diffusion | Match                     | Compétition          | Diffuseur francophone | Téléspectateurs | Part d'audience | Diffuseur néerlandophone                       | Téléspectateurs         | Part d'audience |
| ----------------- | ------------------------- | -------------------- | --------------------- | --------------- | --------------- | ---------------------------------------------- | ----------------------- | --------------- |
| 23 mars 2024      | Rép. d'Irlande - Belgique | Amical               | RTL Club              | 364 085         | 35,2%           | VTM (1re mi-temps)VTM 2 (2e mi-temps)(moyenne) | 498 446392 405(445 425) | n.c.            |
| 26 mars 2024      | Angleterre - Belgique     | Amical               | RTL TVI               | 570 472         | 44,2%           | VTM                                            | 858 448                 | 39,0%           |
| 5 juin 2024       | Belgique - Monténégro     | Amical               | La Une                | 539 252         | 41,7%           | VTM                                            | 654 479                 | 31,5%           |
| 8 juin 2024       | Belgique - Luxembourg     | Amical               | La Une                | 531 290         | 42,0%           | VTM                                            | 674 312                 | 37,4%           |
| 17 juin 2024      | Belgique - Slovaquie      | Championnat d'Europe | La Une                | 1 103 238       | 74,0%           | VRT 1                                          | 1 618 113               | 71,8%           |
| 22 juin 2024      | Belgique - Roumanie       | Championnat d'Europe | La Une                | 1 153 819       | 66,7%           | VRT 1                                          | 1 666 952               | 74,3%           |
| 26 juin 2024      | Ukraine - Belgique        | Championnat d'Europe | La Une                | 1 167 374       | 77,0%           | VRT 1                                          | 1 561 440               | 76,2%           |
| 1er juillet 2024  | France - Belgique         | Championnat d'Europe | La Une                | 1 239 268       | 76,6%           | VRT 1                                          | 1 835 091               | 77,6%           |
| 6 septembre 2024  | Belgique - Israël         | Ligue des nations    | RTL TVI               | 364 841         | 33,3%           | VTM                                            | 492 934                 | n.c.            |
| 9 septembre 2024  | France - Belgique         | Ligue des nations    | RTL TVI               | 477 430         | 38,7%           | VTM                                            | 707 812                 | 35,9%           |
| 10 octobre 2024   | Italie - Belgique         | Ligue des nations    | RTL TVI               | 429 893         | 36,9%           | VTM                                            | 594 634                 | 31,3%           |
| 14 octobre 2024   | Belgique - France         | Ligue des nations    | RTL TVI               | 538 895         | 43,2%           | VTM                                            | 657 508                 | 25,8%           |
| 14 novembre 2024  | Belgique - Italie         | Ligue des nations    | RTL TVI               | 438 313         | 34,0%           | VTM                                            | 520 855                 | 23,7%           |
| 17 novembre 2024  | Israël - Belgique         | Ligue des nations    | RTL TVI               | 376 194         | 28,1%           | VTM                                            | 511 803                 | n.c.            |

Source : CIM.

## Sources

### Statistiques
1. ↑  « CLASSEMENT MASCULIN », sur fifa.com, FIFA, 19 décembre 2023 (consulté le 20 décembre 2023).
2. 1 2  (nl) « Kijkcijfers: 22, 23 en 24 maart 2024 », sur tvvisie.be (consulté le 5 avril 2024).
3. ↑  (nl) « Kijkcijfers: 6, 7 en 8 september 2024 », sur tvvisie.be (consulté le 11 octobre 2024).
4. ↑  (nl) « Kijkcijfers: 15, 16 en 17 november 2024 », sur tvvisie.be (consulté le 27 novembre 2024).
5. ↑  « RÉSULTATS PUBLICS », sur cim.be, CIM.